# 临平街道
临平街道是中国浙江省杭州市临平区下辖的一个街道，临平区区政府驻地。

## 行政区划
临平街道办事处驻邱山大街。临平街道辖23个社区，分别是：
西大街社区、工农新村社区、星火社区、荷花塘社区、邱山社区、钱江社区、武林社区、结网社区、星火苑社区、丁山社区、小林社区、屯里社区、庄里社区、乾元社区、禾丰社区、龙安社区、石坝社区、万陈社区、建富社区、上环桥社区、南公河社区、陈家木桥社区和蓝庭社区。